# 日本事業所内保育団体連合会
一般社団法人日本事業所内保育団体連合会は、日本国内で事業所内保育施設を設置している事業主、または保育事業者が会員として組織した社団法人である。2019年2月に一般社団法人日本社会福祉マネジメント学会（The Japanese Association of Social Welfare Management : JASM）へ改名し、ぞの目的は「社会福祉」を「マネジメント」の観点から研究し、研究成果の公表、情報の共有等を行うとともに、研究者、実践者による会員相互の交流と連携を図り、総合的な社会福祉サービスの質を高め、実践の知を広く普及すること。

## 理念
研究者と実践者が共に社会福祉の課題解決に取り組むことで質の向上に取り組むこと。

## 活動内容

### 研究者と実践者の交流
社会福祉の研究者と実践者が集い、議論する。研究大会は過去2回開催されている。

### 受託教育研修
保育、介護、障害等の社会福祉に関する教育研修事業。講師は大学教員、福祉現場での指導経験者でOff-JT、OJT双方に対応する。

### 受託研究
社会福祉に関する調査・研究やICTなどの実証研究を主対象とし、自治体、民間企業より委託を受け、JASMを起点として組成された研究チームが、研究・分析を進め、結果をまとめ、委託先へ報告する。

## 沿革
- 2013年3月1日 ‐ 一般社団法人日本事業所内保育団体連合会設立。
  - 4月 ‐ 日本事業所内保育団体連合会SYMPOSIUM開催。
- 2015年3月 ‐ 保育施設賠償責任保険・傷害保険事業開始。
- 2018年3月 ‐ 2017年度 研究助成事業支給決定。
  - 7月 ‐ 日本社会福祉マネジメント学会設立。
  - 7月 ‐ 第1回事保連シンポジウム＜東京大会＞開催。
  - 9月 ‐ 2018年度 研究助成事業支給決定。
  - 10月 ‐ 東京都保育士等キャリアアップ研修指定取得　研修事業開始。
- 2019年2月 ‐ 第2回事保連シンポジウム＜大阪大会＞開催。
  - 4月 ‐ 一般社団法人日本社会福祉マネジメント学会（The Japanese Association of Social Welfare Management : JASM）へ改名。
  - 5月 ‐ 2019年度 研究助成事業支給決定。
  - 5月 ‐ 受託研究事業開始。
  - 6月 ‐ 産官学JASMシンポジウム＆研究大会開催。
- 2020年4月 ‐ JASM賞および研究部会補助金申込み開始。

## 会員

### 資格と入会
保育事業者であれば、その形態を問わず入会することができる。
入会方法
正会員、賛助会員ともにホームページから申し込むことができる。

### 会員の構成
会員である保育事業者構成は、認可保育所、認可外保育所、事業所内保育所、小規模保育所などとなっており、多様な保育事業者で構成されている。また、同法人が提供している賠償責任団体保険の契約者は賛助会員となる。

## 対象
研究者、福祉系の学生、大学院生、福祉関連事業者、福祉関連職（保育士、介護福祉士、障害者支援員）